# San Antonio el Carmen
San Antonio el Carmen är en ort i Mexiko.   Den ligger i kommunen Tecpatán och delstaten Chiapas, i den sydöstra delen av landet, 700 km öster om huvudstaden Mexico City. San Antonio el Carmen ligger 758 meter över havet och antalet invånare är 109.
Terrängen runt San Antonio el Carmen är huvudsakligen kuperad, men österut är den bergig. Runt San Antonio el Carmen är det ganska tätbefolkat, med 58 invånare per kvadratkilometer. Närmaste större samhälle är Copainalá, 16,1 km sydost om San Antonio el Carmen. I omgivningarna runt San Antonio el Carmen växer huvudsakligen savannskog.